# Gluiras
Gluiras – miejscowość i gmina we Francji, w regionie Owernia-Rodan-Alpy, w departamencie Ardèche.
Według danych na rok 1990 gminę zamieszkiwało 380 osób, a gęstość zaludnienia wynosiła 15 osób/km² (wśród 2880 gmin regionu Rodan-Alpy Gluiras plasuje się na 1252. miejscu pod względem liczby ludności, natomiast pod względem powierzchni na miejscu 323.).